# Leonida Tonelli
Leonida Tonelli (Gallipoli, 19 de abril de 1885 — Pisa, 12 de março de 1946) foi um matemático italiano.
Conhecido por ter desenvolvido o teorema de Tonelli, um dos predecessores do teorema de Fubini.

## Obras
- Fondamenti di Calcolo delle Variazioni. Zanichelli, Bolonha, v. 1: 1922, v. 2: 1923.
- Serie trigonometriche. Zanichelli, Bolonha, 1928.